# Libellula
Libellula ist eine Libellen-Gattung aus der Unterfamilie Libellulinae. Ihr gehört zum Beispiel auch der Plattbauch (Libellula depressa), das Insekt des Jahres 2001 in Deutschland an. Die Gattung wurde 1758 durch Linnaeus eingerichtet.

## Kladistik
In der Kladistik wird die Gattung Libellula zusammen mit der Gattung Orthetrum innerhalb der Libellulinae allen anderen Gattungen dieser Unterfamilie gegenübergestellt. Für die Unterfamilien der Segellibellen gibt es keine aktuelle Untersuchung, die eine dichotome Darstellung der Phylogenie erlaubt, die Libellulinae lassen sich nach aktuellem Forschungsstand also nicht eindeutig einer anderen Unterfamilie als Schwestergruppe gegenüberstellen.
|                         | ? andere Unterfamilien                                                                                             |
|                         | |
| Libellulinae            | \| \| andere Gattungen \| \| \| \| \| \| Orthetrum \| \| \| \| \| \| Libellula \| \| Vorlage:Klade/Wartung/3 \| \| |
|                         | \| \| andere Gattungen \| \| \| \| \| \| Orthetrum \| \| \| \| \| \| Libellula \| \| Vorlage:Klade/Wartung/3 \| \| |
|                         | andere Gattungen                                                                                                   |
|                         | |
|                         | Orthetrum |
|                         | |
|                         | Libellula |
| Vorlage:Klade/Wartung/3 | |

|                         | andere Gattungen |
|                         |                  |
|                         | Orthetrum        |
|                         |                  |
|                         | Libellula        |
| Vorlage:Klade/Wartung/3 |                  |

## Systematik
Der Gattung Libellula gehören folgende Arten an:
- Libellula angelina
- Libellula auripennis
- Libellula axilena
- Libellula comanche
- Libellula composita
- Libellula croceipennis
- Libellula cyanea
- Libellula deplanata
- Plattbauch (Libellula depressa)
- Libellula exusta
- Libellula flavida
- Libellula foliata
- Libellula forensis
- Spitzenfleck (Libellula fulva)
- Libellula gaigei
- Libellula herculea
- Libellula incesta
- Libellula jesseana
- Libellula julia
- Libellula luctuosa
- Libellula lydia
- Libellula mariae
- Libellula needhami
- Libellula nodisticta
- Rotrücken (Libellula pontica)
- Libellula pulchella
- Vierfleck (Libellula quadrimaculata)
- Libellula saturata
- Libellula semifasciata
- Libellula subornata
- Libellula vibrans